# Língua terena
Terena, tereno ou têrenoe (denominação utilizada pelos terena) é uma língua indígena do Brasil falada por cerca de 15000 indivíduos da etnia Terena e pertencente à família linguística aruaque. A utilização do terena estende-se principalmente no estado Mato Grosso do Sul, estando também presente em aldeias indígenas localizadas em São Paulo e no Mato Grosso.
O terena é considerado uma língua ameaçada devido ao baixo número de falantes e perpetuação desigual da língua em diferentes aldeias. Assim, a língua é majoritária em algumas comunidades indígenas, como Cachoeirinha, e raramente utilizada em outras, como Buriti e Nioaque. A UNESCO classifica o terena como definitivamente em risco.

## Etimologia
Os terena se autodemonimam Poke'e 'terra', se relacionando com a terra de maneira profunda: são tradicionalmente agricultores e suas estruturas sociais são alicercadas em conceitos ligados com a terra, como a noção de tronco familiar.

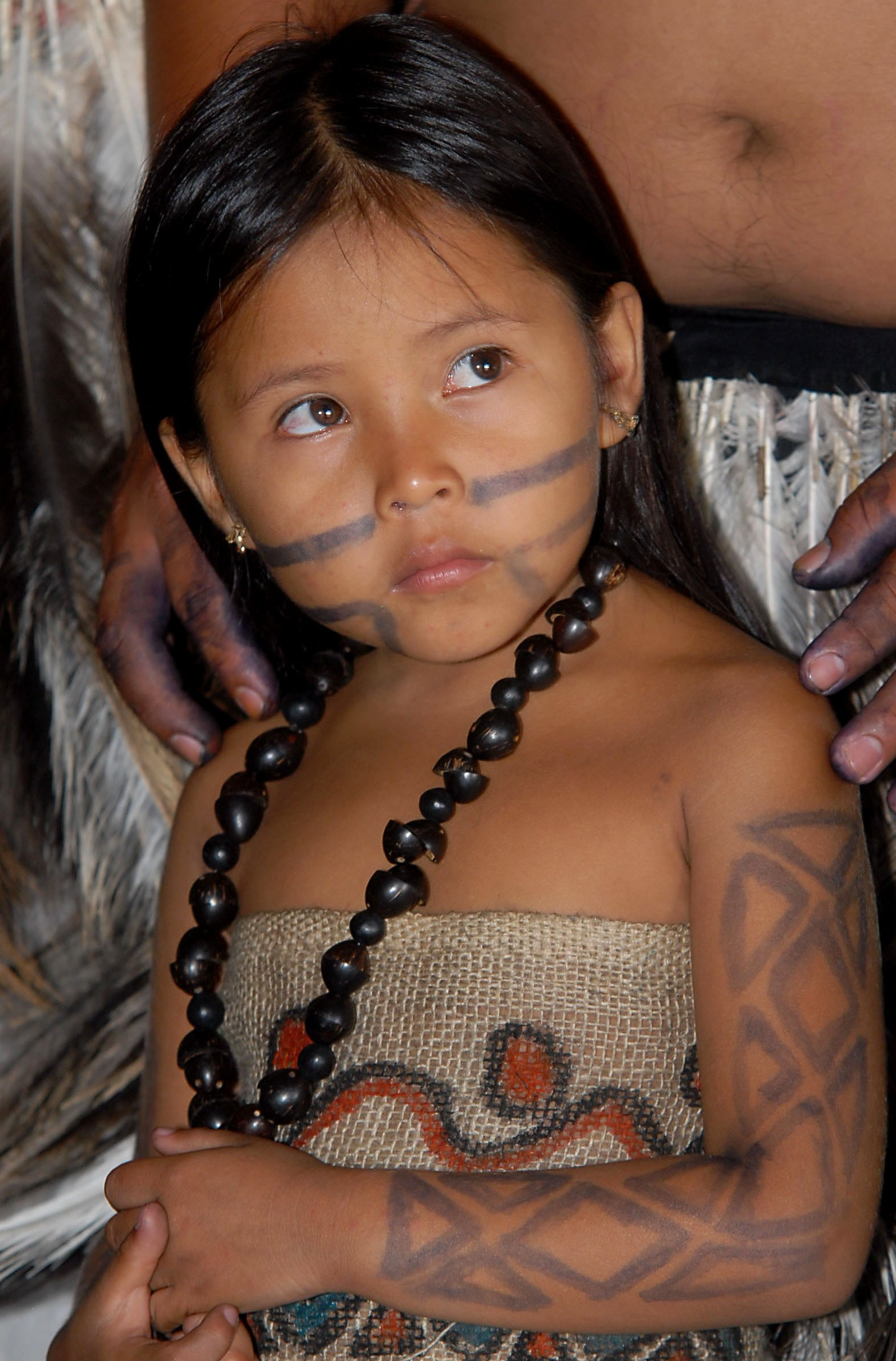
Menina da etnia terena

Segundo o mito de criação dos terena, nos primórdios havia Oreka Yuvakae, que, cansado de ser sozinho, cortou-se ao meio para criar uma companheira. Então Oreka e sua companheira tiveram filhos e passaram a morar em uma gruta cuja entrada era coberta por palha. Para alimentar sua família, Oreka costumava pegar os bichos capturados por uma arapuca ali perto, que pertencia a outra pessoa. Um dia, um bem-te-vi que observava a situação levou essa pessoa até a entrada da gruta, para mostrar quem estava pegando os bichos da arapuca. Saiu então da gruta a família de Oreka - eram os Terena. Estavam desorientados, com frio e tremendo. Diversos animais foram até os Terena fazer graça, para ver se eles sorriam. Daí chegaram várias pessoas oferecendo coisas para os Terena sobreviverem, como instrumentos para fazer lavouras e itens para escrever. Os terena escolheram os instrumentos para fazer lavouras, sendo agricultores desde a criação.

## Distribuição
O terena é falado em aldeias indígenas no Mato Grosso do Sul (Água Branca, Limão Verde, Buriti, Taunay, Aldeinha, Buritizinho, Dourados, Kadiwéu, Lalima, Nioaque, Nossa Senhora de Fátima, Cachoeirinha e Pilade Rebuá), no Mato Grosso (Umutina e Terena Gleba Iriti) e em São Paulo (Icatu e Araribá). Assim como as demais línguas indígenas brasileiras, o terena é considerado uma língua minoritária.

### Terena e as demais línguas aruaque
O terena faz parte da família aruaque, caracterizada por suas línguas polissintéticas. À medida que a morfologia verbal das línguas aruaque é geralmente complexa, a morfologia nominal tende a ser mais simples e similar ao longo da família, como apresentado no quadro comparativo abaixo.
|           | água | anta | língua | mão    | sol    |
| --------- | ---- | ---- | ------ | ------ | ------ |
| Terena    | une  | kamo | nene   | (v'ou) | (kaxe) |
| Karutana  | uni  | hema | inene  | kapi   | kamui  |
| Warekena  | one  | ema  | inene  | kapi   | kamoi  |
| Tariana   | uni  | hema | enene  | kapi   | kamoi  |
| Mandawaka | uni  | ema  | nene   | kahi   | gamoui |
| Waura     | une  | tema | nei    | kapi   | kamy   |

A respeito da relação entre o terena e as línguas guaná, chané e kinikinao, há divergência de estudos. Para alguns linguistas, as quatro variantes constituem línguas diferentes e guana, chané e kinikinao foram extintas; para outros, o grau de distanciamento entre essas variedades é mínimo, de forma que todas se enquadram na língua terena.

### Língua de sinais terena
O povo terena apresenta alto índice de surdez, provavelmente devido ao antigo sistema de estratificação social em três camadas distintas, na qual só eram permitidos casamentos entre integrantes da mesma camada social. Nesse contexto, estudos apontam para a existência de uma língua de sinais propriamente terena, utilizada pelas comunidades surdas locais. Recentemente, foi elaborada uma história em quadrinhos retratando a língua terena de sinais.

## Fonologia

### Consoantes
O terena apresenta 18 fonemas consonantais, sendo eles oclusivos, fricativos, nasais, aproximantes, lateral e vibrante simples.
|                  |           | Bilabial | Alveolar | Pós-Aoveolar | Palatal | Velar | Glotal |
| ---------------- | --------- | -------- | -------- | ------------ | ------- | ----- | ------ |
| Oclusiva         | Surda     | p        | t        |              |         | k     | ʔ      |
| Oclusiva         | Pré-nasal | mb       | nd       |              |         | ŋg    |        |
| Nasal            |           | m        | n        |              |         |       |        |
| Vibrante simples |           |          | ɾ        |              |         |       |        |
| Fricativa        | Surda     |          | s        | ʃ            |         |       | h      |
| Fricativa        | Pré-nasal |          | nz       | nʒ           |         |       |        |
| Aproximante      |           |          |          |              | j       |       |        |
| Lateral          |           |          | l        |              |         |       |        |

1. 1 2 3 4 5  Alguns estudos consideram que as oclusivas e fricativas pré-nasalizadas não constituem fonemas, sendo apenas alofones que ocorrem em construções sintáticas referentes à primeira pessoa do singular

Há ainda no inventário consonantal terena o fonema /w/ (aproximante velar labializada sonora), caracterizada como uma consoante complexa.

#### Alofonia
Alguns fonemas consonantais sofrem alofonia, em variação livre ou distribuição complementar.
- /w/ pode ser realizada como [w] ou [v], em variação livre no início das sílabas (em final de sílabas, realiza-se [w]).

[ɔvɔkuti] ~ [ɔwɔkuti] 'casa'
[parawa] ~ [parava] 'arara'
- /l/ pode ser realizada como [l] ou [ʎ], em variação livre em todos os ambientes
- /n/ pode ser realizada como [n] ou [ɲ], em variação livre em todos os ambientes
- /ʃ/ pode ser realizada como [ʃ] ou [tʃ], em variação livre diante de vogais (exceto /i/) e em início de sílabas (em final de sílabas e diante de /i/, realiza-se [tʃ])
- /t/ é realizada como [tʃ] diante de /i/

#### Pré-nasalização
Em construções sintáticas referentes à primeira pessoa do singular (eu, meu/minha) ocorre a pré-nasalização e vozeamento das oclusivas e fricativas surdas
| Pré-nasalização       | Construção com segmento surdo                                                 | Construção com segmento pré-nasalizado      |
| --------------------- | ----------------------------------------------------------------------------- | ------------------------------------------- |
| [p] → [mb]            | [pɔinu] 'seu irmão'                                                           | [mbɔinu] 'meu irmão'                        |
| [t] → [nd]            | [taki nɛ hɔjɛnɔ] 'braço do homem'                                             | [ndaki] 'meu braço'                         |
| [k] → [ŋg]            | [kɔepekɔti] 'matar'                                                           | [ŋgɔepekɔ] 'eu matei'                       |
| [s] → [nz]            | [isanɛkɛ] 'sua roça                                                           | [inzanɛ] 'minha roça'                       |
| [ʃ] → [nʒ]            | [akɔnɛ nɔiʃɛaku uti ɾa nimakɛ] 'não se vê mais esse utensílio indígena nimake | [nɔinʒɔa] 'eu vejo algo'                    |
| [h] → [nʒ], [nz]      | [hura] 'barriga'; [simɔ nɛ haʔa iti] 'seu pai veio?'                          | [nʒuaɾa] 'minha barriga'; [nzaʔa] 'meu pai' |
| [w], [v] → [nw], [nv] | [wɔʔuti] ~ [vɔʔuti] 'mão'                                                     | [nwɔʔu] ~ [nvoʔu] 'minha mão'               |

1. ↑  Com exceção desse caso, a harmonia nasal referente a /w/ ocorre por meio da pré-nasalização do próximo segmento oclusivo:[ɔvɔku] 'casa' → [ɔvõŋgu] 'minha casa'

### Vogais
O terena apresenta 5 fonemas vocálicos, por meio do contraste entre vogais fechadas anteriores e posteriores, semiabertas anteriores e posteriores e vogal central baixa. Não há consenso a respeito da duração vocálica ser ou não um aspecto contrastivo, de forma que alguns estudos consideram a presença de 10 fonemas vocálicos O quadro abaixo baseia-se em uma análise que considera que a língua não apresenta contraste entre vogais longas e curtas no nível subjacente.
|            | Anterior não-arredondada | Central | Posterior arredondada |
| ---------- | ------------------------ | ------- | --------------------- |
| Fechada    | i                        |         | u                     |
| Semiaberta | ɛ                        |         | ɔ                     |
| Aberta     |                          | a       |                       |

#### Alofonia
- /ɛ/ pode ser realizada como [ɛ] ou [e], em variação livre em todos os ambientes
- /ɔ/ pode ser realizada como [ɔ] ou [o], em variação livre em todos os ambientes[22]

#### Anteriorização vocálica
A formação da segunda pessoa em terena se dá pela prefixação do morfema {y} em raízes que iniciam em vogais. Já em raízes que iniciam em consoantes, não é possível afixar {y} devido às restrições fonotáticas da língua. Assim, forma-se a segunda pessoa por meio da inserção dos traços [+fechado] e [+anterior] na primeira vogal que pode recebê-los.
|           | 1a ou 3a pessoas                                               | 2a pessoa                                       |
| --------- | -------------------------------------------------------------- | ----------------------------------------------- |
| /u/ → /i/ | [itukoti ɔvɔkuti] 'ele está fazendo a casa'                    | [itikoti ɔvɔkuti] 'você está fazendo a casa'    |
| /ɛ/ → /i/ | [nɔiʃoa ʃuaum nɛ ʃeʔa inikɔnɛ] 'João viu o filho de seu amigo' | [uhɛ ɛkɔti ʃiʔa] 'teu filho é bonito'           |
| /a/ → /ɛ/ | [kahaʔati uti nɛ hɔɛ] 'nós queremos peixe'                     | [kuti kɛhaʔa sɛnɔ] 'o que você quer, mulher?'   |
| /ɔ/ → /ɛ/ | [janɛ pihɔpɔnɛ pihɔnɛ omexoanɛ] 'então foi embora, foi roubar' | [pihɛtimo ja jɔvɔkuke] 'você vai para sua casa' |

### Fonotática
A respeito da estrutura silábica do terena, Ekadahl e Butler apontam que a língua possui quatro padrões silábicos: V, CV, VV e e CVV.
Denise Silva (2009) propõe o padrão silábico (C)V(C), de forma que todos os segmentos consonantais podem ocupar a posição de início da sílaba, todos os segmentos vocálicos podem ocupar o núcleo silábico e apenas as aproximantes /w/ e /j/ podem ocupar a posição de coda. Abaixo seguem exemplos dessa análise da estrutura silábica terena.
- V-

/'a.na.kɛ.hɛ/ 'cotia'
/'i.ha/ 'nome'
- CV-

/'ka.ʔi/ 'macaco'
/ki.a.'ka.ʃɛ/ 'tarde'
- CVC-

/hɔ.mɔ.'hɛw/ 'rapaz'
/pi.ɾi.'taw/ 'faca'

### Tons
Não há consenso a respeito de terena ser ou não uma língua tonal. Alguns estudos apontam a existência de dois tons: alto e baixo. O tom alto seria marcado na escrita por (') e implicaria no alongamento da consoante seguinte à sílaba marcada; o tom baixo seria marcado na escrita por (ˆ) e implicaria no alongamento da vogal seguinte à sílaba marcada. O tom seria atribuído a uma das três sílabas iniciais de um verbo, a depender de fatores como marcação de posse e foco no agente ou objeto. Outros estudos afirmam que terena não é tonal, mas sim acentual.

## Ortografia
A língua terena é escrita com uso do alfabeto latino, introduzido em aldeias no processo de elaboração de materiais didáticos em terena. O alfabeto da língua serve-se dos seguintes caracteres:
a, e, i, o, u, k, ng, h, nz, nj, l, m, n, p, mb, r, s, t, nd, v, x, y
| Grafemas | Fonemas | Aproximação com o Pt-Br              |
| -------- | ------- | ------------------------------------ |
| k        | /k/     | casa                                 |
| ng       | /ŋg/    | tango                                |
| h        | /h/     | terra (em alguns dialetos do Pt-Br)  |
| nz       | /nz/    | anzol                                |
| nj       | /nʒ/    | anjo                                 |
| l        | /l/     | limpo                                |
| m        | /m/     | monte                                |
| n        | /n/     | negócio                              |
| p        | /p/     | pintura                              |
| mb       | /mb/    | câmbio                               |
| r        | /ɾ/     | touro                                |
| s        | /s/     | simples                              |
| t        | /t/     | tempo                                |
| nd       | /nd/    | lavanda                              |
| v        | /w/     | quase                                |
| x        | /ʃ/     | chave                                |
| y        | /j/     | leite                                |
| '        | /ʔ/     | Sem correspondência (pausa em oh-oh) |

1. 1 2 3 4 5  Como dito anteriormente, alguns estudos consideram que as oclusivas e fricativas pré-nasalizadas não constituem fonemas, sendo apenas alofones que ocorrem em construções sintáticas referentes à primeira pessoa do singular

| Fonemas | Grafemas | Semelhança com PT-BR |
| ------- | -------- | -------------------- |
| /a/     | a        | paz                  |
| /ɛ/     | e        | pé                   |
| /i/     | i        | quis                 |
| /ɔ/     | o        | nós                  |
| /u/     | u        | mula                 |

## Gramática
O terena é considerado uma língua aglutinante, ou seja, a maioria das palavras é formada pela união de morfemas.

### Pronomes
O terena pode ser considerado uma língua de anáfora zero parcial - ou seja, existem tanto formas pronominais livres quanto pronomes que são omitidos devido a conjugações verbais que indicam a pessoa e número do pronome inferido. Como formas pronominais livres, temos os pronomes demonstrativos, indefinidos e algumas formas de pronomes pessoais e possessivos.

#### Pronomes pessoais
Em terena, geralmente as pessoas gramaticais são marcadas na conjugação verbal por meio de afixos. Assim, os pronomes pessoais na forma livre são majoritariamente utilizados quando deseja-se dar ênfase ao sujeito (ativo ou paciente). Tais pronomes são ûndi 'eu', îti 'você' e ûti 'nós'. A terceira pessoa não recebe marcação pronominal. Além disso, os afixos verbais -noe e -hiko funcionam como pluralizadores da segunda e terceira pessoas, respectivamente.
| Pessoa e número       | Forma pronominal                | Exemplo                                 |
| --------------------- | ------------------------------- | --------------------------------------- |
| 1a pessoa do singular | ûndi 'eu'                       | ûndi isukôa eu que bati nele'           |
| 2a pessoa do singular | îti 'você'                      | îti ihíkaxo 'é você que está ensinando' |
| 3a pessoa do singular | Ø 'ele'                         | oye'eko 'ele cozinha'                   |
| 1a pessoa do plural   | ûti 'nós'                       | kónokoa ûti 'nós precisamos dele'       |
| 2a pessoa do plural   | îti + pluralizador -noe 'vocês' | nanoe îti? 'onde vocês estão?'          |
| 3a pessoa do plural   | Ø + pluralizador -hiko 'eles'   | xúnatihiko 'eles são fortes'            |

#### Pronomes interrogativos
Estudos acerca dos pronomes interrogativos em terena apresentam conclusões variadas, não havendo ainda consenso a respeito do tema. Os exemplos a seguir são baseados na análise de Andréa Rosa e Claudete de Souza.
| Referência do pronome   | Pronome               | Exemplo                                                                    |
| ----------------------- | --------------------- | -------------------------------------------------------------------------- |
| Espaço                  | nako 'onde?'          | Nako ne João? Onde está João?'                                             |
| Tempo                   | ná'aye 'quando?'      | Ná'aye oyé'ekea? Quando é que ela cozinhou?'                               |
| Seres humanos           | kuti 'quem?'          | Kuti oye'éko? Quem cozinhou?'                                              |
| Seres vivos não-humanos | kuti itukóvo 'qual?'  | Kuti itukóvo kámo xunatí'inopeoxo? Qual dos cavalos você acha mais forte?' |
| Quantidade              | na yé'aaye 'quantos?' | Na yé'aaye ne oye'ékoti? Quantas cozinheiras há?'                          |
| Motivo/causa            | na koeti 'por que?'   | Na koeti oyé'ekinoa? Por que o cozinhou?'                                  |

### Substantivos

#### Gênero
Em terena, não há distinção de gênero realizada morfologicamente. Existe, no entanto, um item lexical específico para o masculino (hoyeno) e um item lexical específico para o feminino (seno), de forma que, quando desejado, o gênero é marcado por uma atribuição semântica.
- seno kalivono 'criança fêmea/menina'
- hoyeno kalivono 'criança macho/menino'
- seno sini 'onça fêmea'
- hoyeno sini 'onça macho'

#### Relações de posse
Em terena, os substantivos são classificados como impossessáveis (como elementos da natureza) e possessáveis. Nos nomes possessáveis, as posses são distinguidas entre alienáveis e inalienáveis.
Forma de marcação
A marcação de posse em terena é feita por meio de uma forma de posse predicativa - na qual o possuidor e o possuído ocupam o papel de argumento do predicado - e duas formas de posse atributiva - na qual o possuidor e o possuído são relacionados por justaposições, concatenações ou marcas morfológicas.
Na posse predicativa, a demarcação é feita por meio do verbo ape 'ter' (também usado em construções existenciais).
- Ape mopoa’ti ihine ne Aronaldo 'Aronaldo têm três filhas'

A posse atributiva se dá de duas formas: marcação no núcleo nominal ou justaposição.
A marcação no núcleo nominal ocorre quando o termo possuído recebe marca de pessoa e número ou quando o termo possuído recebe marca de pessoa e número e um marcador de posse (geralmente a partícula -na).
- ovongu 'minha casa' - traço nasal marca a primeira pessoa do singular

- undana 'meu prato' - traço nasal marca a primeira pessoa do singular + partícula -na

A justaposição se dá pela ordem possuído-possuidor, como apresentado nos exemplos a seguir.
- nika 'comida' + ongo 'minha tia' → nika ongo 'comida da minha tia'

- xe'exa 'filho' + inikone 'amigo' → xe'exa inikone 'filho do meu amigo'

Característica alienável ou inalienável
Os nomes possessáveis distinguem-se entre alienáveis (isto é, que podem ser dissociados do possuidor) e inalienáveis (isto é, que não podem ser dissociados do possuidor). Como exemplo de posses alienáveis em terena, temos plantas e animais; partes do corpo e membros da família são exemplos de posses inalienáveis.
O quadro abaixo mostra como ocorre a marcação de posse no núcleo nominal em posses alienáveis e inalienáveis.
|           | Posses alienáveis                     | Posses alienáveis          | Posses inalienáveis       | Posses inalienáveis |
| Possuidor | Marcação no nome possuído             | Exemplo                    | Marcação no nome possuído | Exemplo             |
| --------- | ------------------------------------- | -------------------------- | ------------------------- | ------------------- |
| 1a SG     | traço nasal e vozeamento + sufixo -na | undana 'meu prato'         | traço nasal e vozeamento  | mbaho 'minha boca'  |
| 2a SG     | prefixo y- + sufixo -na               | yutana 'teu prato'         | prefixo y-                | yokovo 'tua alma'   |
| 3a SG     | sufixo -na                            | utana 'prato dele'         | sem marcação              | keno 'orelha dele'  |
| 1a PL     | prefixo v- + sufixo -na               | vitana 'nosso prato'       |                           |                     |
| 2a PL     | prefixo y- + sufixo -nanoe            | yutananoe 'prato de vocês' |                           |                     |
| 3a PL     | sufixo -nahiko                        | utanahiko 'prato de vocês' |                           |                     |

É importante ressaltar que em terena, geralmente a primeira pessoal do plural indica inclusão da pessoa a quem se fala (meu/nosso e seu), enquanto que a primeira pessoa do singular pode ser utilizada para indicar exclusão da pessoa a quem se fala (meu/nosso, mas não seu).
Há ainda a marcação de posse não-específica, impessoal ou absoluta, que ocorre tanto em nomes alienáveis como em nomes inalienáveis. A marcação da posse não-específica é feita por meio do sufixo -ti.
- ovokuti 'casa de alguém'
- ipovoti 'roupa de alguém'

### Verbos
Os verbos em terena são caracterizados por intensa aglutinação de morfemas, carregando informações a respeito de modo, tempo, aspecto, evidencialidade, e conjugação referente a pessoa e número.
A língua é divida em três grupos verbais:
- verbos estativos, que expressam estados ou condições (ka'aríneti 'ele/ela está doente')
- verbos ativos, que expressam ações (oye'ékoti 'ela está cozinhando')
- verbos existenciais, que expressam existência ou inexistência (ape hovovo notuvakake 'tem sapo na lagoa')

Além disso, as raízes verbais podem ser divididas de acordo com a consoante temática, que funciona como um morfema presente em qualquer verbo da língua. A ocorrência das consoantes temáticas não parece estar condicionada a regras. Há divergências quanto ao número de consoantes temáticas do terena, de forma que estudos apontam a existência de 3 a 6 dentre k, x, h, m, w e ø (ausência de consoante verbal decorrente da verbalização de bases nominais e adjetivas).

#### Modo
A distinção de modo ocorre por meio da oposição entre os modos realis, referente a situações factuais, e irrealis, referente a situações hipotéticas (no entanto, tais definições não são absolutas e irão depender do contexto de cada língua).
O modo realis em terena é marcado pelo morfema o ou ausência de morfema, e ocorre nas seguintes construções:
| Construção                        | Exemplo                                                  |
| --------------------------------- | -------------------------------------------------------- |
| Setenças declarativas afirmativas | ni koti ne hoyeno 'o homem está/estava comendo'          |
| Sentenças proibitivas             | ako time ko 'não durma!'                                 |
| Aspecto perfectivo                | si mo ne ne hoyeno ' o homem chegou'                     |
| Tempo futuro                      | koepekoatimo hoyeno de kamo 'o homem vai matar o cavalo' |

1. ↑  Sentenças proibitivas diferem de sentenças imperativas negativas pois não implicam em mudança de status
2. ↑  Embora o tempo futuro seja enquadrado no modo irrealis em muitas línguas, em terena ele é uma construção no modo irrealis devido à exadidão e à precisão com que os terena falam do futuro.

O modo irrealis em terena é marcado pelos morfemas a e o (usado em verbos sem consoante temática cuja primeira vogal é o), ocorrendo nas seguintes construções:
| Construção                        | Exemplo                                                                                 |
| --------------------------------- | --------------------------------------------------------------------------------------- |
| Sentenças negativas               | ako ima ka ne hoyeno 'o homem não dormiu'                                               |
| Sentenças imperativas afirmativas | ime ka 'durma!'                                                                         |
| Sentenças condicionais            | eponi imaka hoyeno imo kotimo ne seno 'quando o homem dormir, a mulher estará dormindo' |

#### Tempo
O tempo em terena é distinguido entre futuro e não-futuro, sendo o futuro marcado pelo morfema -mo e não-futuro não marcado.
- ihícaxovotimo 'ele vai estudar'
- ihícaxovoti 'ele está/estava estudando'

Geralmente, a distinção entre presente e passado é feita a partir do contexto. Quando necessário, utiliza-se palavras que indicam tempo para clarificar essa distinção.
- enepo ne hoyeno koepeko sini kiyakaxeke 'o homem matou a onça ontem'
- enovo une ko'oyene ne hoyeno 'o homem bebeu água hoje'

#### Aspecto
A concepção de aspecto verbal em terena é feita a partir do contraste em aspecto perfectivo/concluso e aspecto imperfectivo/durativo.
O aspecto perfectivo/concluso é usado para denotar ações factuais e concluídas, sendo marcado pelo morfema -mo. O aspecto imperfectivo/durativo é usado para denotar ações que não estão completamente concluídas e expressam duração no processo, sendo marcado pelo sufixo -ti.
| Aspecto perfetivo/concluso         | Aspecto imperfetivo/durativo              |
| ---------------------------------- | ----------------------------------------- |
| imokone ne hoyene 'o homem dormiu' | imokoti ne hoyeno 'o homem está dormindo' |
| neone peixou 'você plantou feijão' | neoti peixou 'você está plantando feijão' |
| koimane ne seno 'a mulher casou'   | koimati ne seno 'a mulher está casando'   |

#### Evidencialidade
A evidencialidade em terena indica que o falante não presenciou os fatos, tendo adquirido a informação por terceiros. A indicação de evidencialidade é feita pelo sufixo -hi, como mostrado nos exemplos abaixo:
- apehi ayui ne ho'openo hiko mekuke ya vanukeke 'dizem que antigamente houve uma festa da bicharada no céu'
- poehanehi varututu ape huxo 'dizem que somente o urubu tem violão'

### Sentença
A ordem padrão dos constituintes da sentença na língua terena é VOS (verbo-objeto-sujeito), sendo utilizada a ordem SVO (sujeito-verbo-objeto) quando deseja-se dar ênfase ao sujeito do verbo. Além disso, pode ocorrer a ordem sintática VSO (verbo-sujeito-objeto) quando o sujeito é um pronome pessoal na forma livre.
A língua parece ser ergativa (ou seja, há oposição entre as funções sintáticas de sujeito de verbos transitivos e sujeito de verbos intransitivos/objeto direto), mas ainda não existem estudos conclusivos a respeito do tema.

## Vocabulário

### Canto do pajé Quintino da Silva
A seguir é apresentado um canto de um koixomoneti (pajé) de uma aldeia terena:
| Terena | Português |
| --- | --- |
| Avo malinga ya, avo malinga ya, avo malinga ya Nonjoti unati ya xeti ya, ininjoponeatikomo ukeaku Ihâroti ya indóponeamo, uhá kali kíxoku énomo ya ho'openo. Manirapomo itúkeovo hó'openo óvoku iyea kurûte Itukoamo pêno ôko ya indopóneati úkeaku ya ihâroti. Avo malinga ya, avo malinga ya, avo malinga ya Nonjoatimo kali unáti yea, kali xêti, ininjóponeati úkeaku ya ihâroti, Ininjóponeati kali mótoki kíxoku êno vokómo hó'openo Manirapomo itúkeovo hó'openo ya kurûte itukoamo pêno. | Eu estou longe, eu estou longe, eu estou longe Avisto uma mensagem boa, acharei fontes amanhã, Alcançarei todo o sentido do pássaro. Era um pássaro, um ninho de pomba O ninho que alcancei no crepúsculo da manhã. Eu estou longe, eu estou longe, eu estou longe Avistarei uma pequena mensagem Que achei no crepúsculo da manhã Achei um pedacinho de couro do pássaro Era um pássaro pombo e seu ninho. |

### Dias da semana
Em terena os dias da semana são contados tendo como base o domingo, como mostra o quadro abaixo.
| Terena                          | Português     |
| ------------------------------- | ------------- |
| lûmingu                         | domingo       |
| ike lûmingu (depois de domingo) | segunda-feira |
| pi'aâti káxe (2 dias)           | terça-feira   |
| mopo'aâti káxe (3 dias)         | quarta-feira  |
| koáturu káxe (4 dias)           | quinta-feira  |
| síngu káxe (5 dias)             | sexta-feira   |
| sâpatu                          | sábado        |

### Expressões do dia-a-dia
A seguir segue algumas expressões cotidinas em terena
| Terena            | Português                                |
| ----------------- | ---------------------------------------- |
| Na kéyeeye?       | Como vai?                                |
| Ápeepo            | Vou bem                                  |
| Kiyakáxe          | Até a tarde/Tenha um bom dia             |
| Po'i káxe         | Até outro dia/Adeus                      |
| Ihárooti          | Até amanhã/Adeus/Tenha uma boa noite     |
| Kuti keéha?       | Como você se chama?                      |
| Ndâvi ngoéha      | Chamo-me Davi                            |
| Aínapo yákoe      | Obrigado/Obrigada                        |
| Ako yuvaâti       | De nada/Está desculpado/Pois não         |
| Hhoko kixênu      | Desculpe-me/Com licença                  |
| Kuti koéha râ'a?  | Como se chama isto?                      |
| Na ké'eye?        | O que você disse?                        |
| He'oo íxea yemó'u | Fale mais devagar (Faz devagar sua fala) |

### Relações de parentesco
Cardoso de Oliveira enquadra a terminologia de parentesco terena no sistema havaiano, no qual uma pessoa (referida como Ego), refere-se a todas as mulheres da geração materna como "mãe" e a todos os homens da geração paterna como "pai", assim como todos os irmãos e primos são referidos como "irmão" e todas as irmãs e primas como "irmãs". Os termos a seguir exemplificam essa classificação das relações de parentesco em terena.

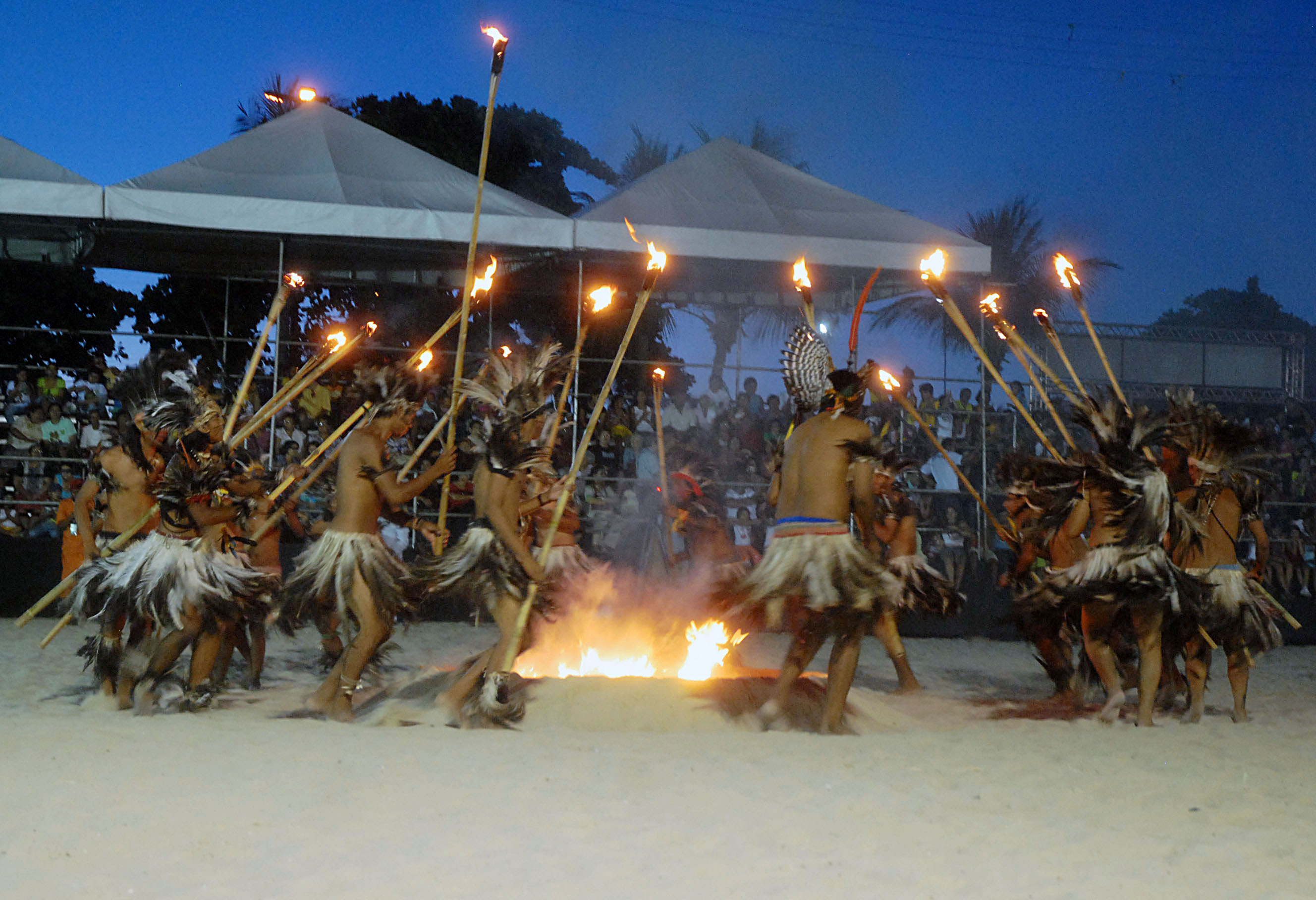
Indígenas terena na cerimônia de encerramento da nona edição dos Jogos dos Povos Indígenas

Termos usados por/aplicáveis a homens e mulheres
- há'a 'pai dele/dela' ou 'irmão do pai dele/dela' (uso secundário)
- po'i há'a írmão do pai dele/dela'
- êno 'mãe dele/dela' ou 'irmã da mãe dele/dela' (uso secundário)
- po'i êno 'irmã da mãe dele/dela'
- eúko 'tio dele/dela' (especialmente aqueles que não são irmãos do pai)
- ôko 'tia dele/dela' (especialmente aquelas que não são irmãs da mãe)

Termos especificamente usados por/aplicáveis a homens
- mokéxa 'irmã/prima dele'
- nêvo 'sobrinho/sobrinha dele'
- nevónge 'meu sobrinho/minha sobrinha'

- inzíne 'minha filha' (podendo também utilizar nevónge, "minha sobrinha")
- njé'a 'meu filho' (podendo também utilizar nevónge, "meu sobrinho")

Termos especificamente usados por/aplicáveis a mulheres
- âyo 'irmão/primo dela'
- inzíne 'minha filha/sobrinha'
- njé'a 'meu filho/sobrinho'

Estudos mais recentes, principalmente os empreendidos por Levi Pereira e Carolina de Almeida, buscaram compreender o sistema de parentesco a partir da relação particular dos terena com a terra. Assim, propõe-se a ideia de troncos familiares, em que uma Ovokuti ('casa da família') abrigaria uma família extensa guiada por um Xuve ('tronco'), responsável pela sustentação e bem-estar do grupo. A seguir seguem alguns termos que se relacionam com a ideia de troncos familiares.
- Êno ko’ovokuti 'mãe da família/da casa/tronco'
- Há’a ko’ovokuti 'pai da família/casa'
- Há’a xâne 'liderança/pai da comunidade'
- Xuve ko’ovokuti 'tronco da família/casa'
- Xuve xâne nâti 'tronco da comunidade/ liderança acima de todos'

## Menções
- A língua terena foi assunto de um problema da Olimpíada Internacional de Linguística, no ano de 2018, abordando a morfologia e a fonologia das formas gramaticas da primeira e da segunda pessoa do singular.[58]